# Nephelomyias lintoni
A Nephelomyias lintoni a madarak (Aves) osztályának a verébalakúak (Passeriformes) rendjébe és a királygébicsfélék (Tyrannidae) családjába tartozó faja.

## Rendszerezése
A fajt Rodolphe Meyer de Schauensee írta le 1951-ben, a Myiophobus nembe Myiophobus lintoni néven. Besorolása vitatott, egyes szervezetek még mindig ide sorolják.

## Előfordulása
Az Andok-hegységben, Ecuador déli és Peru északi részén honos. Természetes élőhelyei a szubtrópusi és trópusi hegyi esőerdők. Állandó, nem vonuló faj.

## Megjelenése
Testhossza 12 centiméter.

## Természetvédelmi helyzete
Az elterjedési területe nagy, egyedszáma pedig stabil. A Természetvédelmi Világszövetség Vörös listáján mérsékelten fenyegetett fajként szerepel.